# Santuario di San Pietro Martire
Il santuario di San Pietro Martire è un complesso religioso del XIV secolo sito nel comune di Seveso.

## Storia
Venne eretto nel XIV secolo accanto alla casa che ospitava la comunità del secondo ordine degli Umiliati (laici che emettevano i voti religiosi). Successivamente, intorno al 1371, s'insediarono i Domenicani (ordine a cui apparteneva San Pietro da Verona), ristrutturarono la chiesetta e allargarono la casa per creare un convento.
Nel 1662 Bartolomeo Arese, figlio del conte Giulio, attuò le volontà paterne e iniziò la costruzione della nuova chiesa e del futuro convento di San Pietro.
Nel 1798, i francesi, che avevano occupato Milano e fondato la repubblica Cisalpina, espropriarono i frati del convento e confiscarono anche il santuario, che diventarono proprietà del neonato Stato. Terminata l'epoca napoleonica il convento e il santuario passarono all'arcidiocesi di Milano, che v'instaurò un nuovo seminario, il quale avrebbe ospitato gli alunni delle classi ginnasiali fino al 1985. Achille Ratti, futuro papa Pio XI, compì qui i suoi studi.
Tra il 1985 e il 1998 il seminario di San Pietro Martire fu completamente ristrutturato e una volta riaperto ospitò, fino al giugno 2013, i seminaristi iscritti al biennio teologico.
Nel 2015, in occasione dell'Anno Santo della Misericordia, il santuario è stato elevato a chiesa giubilare.